# Triumphant (Get 'Em)
"Triumphant (Get 'Em)" é uma canção da cantora e compositora estadunidense Mariah Carey, de seu décimo quarto álbum de estúdio ainda sem título. A faixa foi escrita por Carey, Rick Ross e Meek Mill, e produzida por Carey, Jermaine Dupri e Bryan-Michael Cox. Lançada como buzz single do álbum em 2 de agosto de 2012, Carey revelou que ela escreveu a canção durante experiências pessoais difíceis em sua vida, e que através da escrita, ajudou sua aliviar a dor. Mais tarde, ela afirmou que "Triumphant (Get 'Em)" foi escrita quando seu marido na época Nick Cannon estava no hospital com insuficiência renal aguda no início de 2012, e também foi inspirada pela morte de sua colaboradora e amiga, a cantora Whitney Houston.
"Triumphant (Get 'Em)" é uma balada R&B e hip-hop que "mistura uma batida suave, com acompanhamento de piano". Sua letra transmite uma mensagem de auto-estima e perseverança, com Carey incitando os ouvintes a "Alcançar as estrelas/Seja o que você é." A faixa foi recebido com análises geralmente mistas de críticos musicais, que sentiram que a cantora foi "ofuscada" pela dupla de hip-hop, e que deveria ter tido mais presença em seu single de volta. Dois remixes acompanhamentes foram liberados juntamente com a versão original, intitulados "Pulse Club" e "Vintage Throwback". Ambos foram recebidos com uma resposta mais favorável do que a original, devido à ausência dos rappers e vangloriando o alcance vocal de Carey. Até a data, a canção alcançou posicões fracas em paradas musicais, que os críticos têm atribuído a seu som urbano e pouco apelo comercial e para o Mainstream Top 40.
Um vídeo musical acompanhamente para "Triumphant (Get 'Em)" foi filmado em Nova Iorque. Dirigido pelo marido de Carey, o vídeo oficialmente estreou em 21 de agosto de 2012 no website oficial de Carey e no dia seguinte digitalmente. O vídeo musical tem um tema de boxe vitorioso, retratando Carey e Ross como telespectadores enquanto animam Mill durante sua partida. O vídeo foi geralmente bem recebido, devido à sua cinematografia e os laços com a música tema de perseverança e de ser "triunfante". Carey cantou a música ao vivo pela primeira vez em 5 de setembro de 2012 no Rockefeller Center. A apresentação marcou o início da nova temporada da NFL, começando com o jogo do New York Giants contra o Dallas Cowboys no MetLife Stadium, em Nova Jersey.

## Antecedentes e lançamento

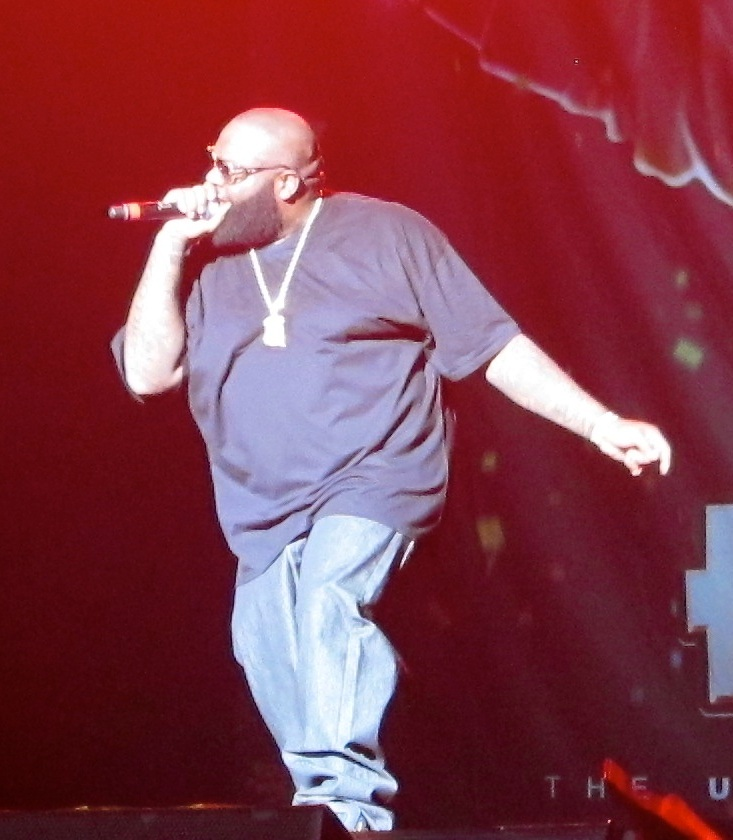
Rick Ross, um dos dois rapper's que participam da canção

Em setembro de 2011, menos de seis meses depois que ela deu à luz os gêmeos, Carey tuitou uma foto de si mesma e Jermaine Dupri em um estúdio de gravação trabalhando em um material novo para seu décimo quarto álbum de estúdio, ainda sem título, com a legenda da imagem dizendo: "Tão feliz por estar de volta aos estúdios com o único @Mr_Dupri também conhecido como Jermash! Estamos de volta!". Escrita e produzida por Carey, Dupri e Bryan-Michael Cox, "Triumphant (Get 'Em)" é o single de estreia do seu próximo álbum de estúdio, com participação dos rappers americanos Rick Ross e Meek Mill. A cantora explicou a concepção da faixa em uma série de tweets em 30 de julho de 2012, onde ela também revelou a capa da canção, bem como a sua data de estréia. Carey comentou: "Eu escrevi ‘Triumphant’ quando passei por momentos de dificuldade e ela me ajudou a superar. Quando vocês ouvirem, prestem atenção na letra". Cox explicou em entrevista à MTV o que os fãs podem esperar da música e por que ele sentiu que Rick Ross e Meek Mill eram "o ajuste perfeito."
| “ | Esta canção é uma espécie de inspiração. É direto do seu coração, e eu acho que seus fãs vão realmente se ligar emocionalmente a esta música. Espero que seja um enorme sucesso. Acho que esse vai ser um dos seus maiores álbuns. Ela estava empenhada em fazê-lo antes de engravidar. Então ela engravidou e ficou sem tempo. Então, depois que ela voltou, começamos realmente a trabalhar novamente e pegar de onde paramos. Eu sinto como se entre Jermaine [Dupri], eu e ela, surgisse coisas que realmente são um sólido corpo de trabalho. Acho que Rick Ross é resistente, e Meek Mill é o novo rapper do momento, ele é muito bom, um dos meus artistas de hip hop favorito. Rick Ross, que sempre sera um dos meus favoritos, é resistente. Eu acho que, ao longo dos anos, as pessoas tentaram descartá-lo, e ele sempre volta, mais forte, com registros maiores e melhores. Então eu acho que o tema de "Triumphant" se encaixa no tema desse conceito, realmente, porque apesar de tudo, Rick Ross sempre sai por cima. | ” |

A artista confirmou em sua conta oficial no Twitter que "Triumphant (Get 'Em)" terá sua estreia em 2 de agosto de 2012 na rádio B96 Chicago, entretanto estreou no site oficial da cantora. Carey ainda falou que ela não optou por música dance, é muito triste ver os gêneros R&B e hip hop sendo atropelados pela música eletrônica.

## Inspiração
Em uma teleconferência com vários meios de comunicação, tais como PopDust, Carey revelou que ela escreveu: "Triumphant (Get 'Em)", enquanto seu marido, Nick Cannon, foi internado recebendo tratamento médico para a insuficiência renal, dizendo: "Há um monte de coisas que você pode levar de lá que pode mantê-lo em uma situação difícil".
Carey também acrescentou que a canção foi escrita por volta da época que sua amiga, a cantora Whitney Houston, havia morrido. "Eu estava realmente no hospital junto a meu marido quando vi na TV. Era importante para mim escrever alguma coisa [...] Isso me ajudaria passar o momento. Carey tentou trazer o gênero R&B de volta, além disso, ela sentiu que "Triunfante (Get 'Em)" potencialmente, seria capaz de gerar recurso subordinado, e não apenas atender Mainstream Top 40.
| “ | "Eu estou colaborando com um monte de minhas pessoas favoritas, mas o principal é [que] eu não estou tentando seguir qualquer tendência especial. Que eu quero que seja bem recebido. Quero permanecer fiel a mim mesmo e à música que Eu amo e fazer os fãs felizes. seria incrível se pode trazer de volta os dias em que R&B canções não têm para atravessar. Isso me deixa triste que há tantos R talentoso e artistas B tem a chance que fazem isso deveriam." | ” |

## Composição
"Triumphant (Get 'Em)" é uma canção inspiradora com andamento mediano dos gêneros R&B e hip-hop, que "mistura uma batida suave, com acompanhamento de piano." Escrito durante um momento difícil na vida pessoal de Carey, a música possui letras inspiradoras de auto-estima e realização. Carey canta: "Não caia / Fique triunfante / Continue vivendo / Esteja alerta / Saia da ponta / Não deixe eles te empurrarem / Entenda que todas as coisas são possíveis / Seu coração é o maior / Alcance para as estrelas." A música começa com um verso introdutório de Mill, seguido por Ross no segundo verso. Apesar do "arrulho" em todo o coro, Carey começa a cantar durante a ponte da canção crescendo até o final, onde ela exibe seu Whistle register. A pista abre com Mill, cujo verso rapidamente resume o tema da pista: "A única maneira de torná-lo ao topo é se você ir buscá-lo a partir do fundo... Lembro-me que disse que não é minha vez / Apenas olhe para mim agora / Tente me segurar, mas eu não vou parar / Porque eu vou subir ao topo da montanha." Além disso, faz referência a strippers, bem como a condução de uma carta de condução suspensa. Ao longo da ponte, Carey canta sobre a realização apesar das probabilidades que cercam: "Apesar das correntes que prendem você / Você pode ver o topo da montanha / Não é muito longe"." Além disso, para o último refrão, a cantora lança uma série de suas "assinatura", notas altas.

## Remixes
Após a versão original de "Triunphant (Get 'Em)" foi lançado, o site oficial de Carey estreou duas outras versões da canção, a "Vintage Throwback Remix" e "Pulse Club Remix". Enquanto o lançamento inicial da canção foi timidamente recebido pela crítica, os revisores foram mais favoráveis para os remixes. Os críticos notaram que o duo de rap dominaram grande parte da versão original, diferentemente dos remixes que apenas contou com os vocais da cantora. Segundo o gerente de Carey, Randy Jackson, três versões da canção foram lançadas, a fim de monopolizar todos os formatos de rádio e atender a diversos públicos. Em entrevista à Billboard, Jackson expressa como eles iriam lembrar os fãs de Carey de suas mixagens anteriores, que ela sempre realizou: "A versão dançante "Vintage Throwback" vai lembrar os fãs dos remixes que ela fez anos atrás, e ela tem um monte de compactos #1 na Billboard Hot Dance. Ela entrou e re-cantou os vocais, sabendo que os dois versos sobre esta primeira versão do single com Meek e Ross iriam ser ocultos. Nós queríamos ter algo para todos os seus fãs."
Durante um comunicado da imprensa para os remixes da faixa e sua acompanhante, Carey disse o seguinte sobre os vocais re-gravados: "Eu sempre achei muito divertido re-cantar minhas músicas para as misturas de clube/dance. Isso me dá a liberdade para cantar tão poderosa quanto eu quero e para regravar as músicas especialmente para o gênero." Sal Cinquemani, da Slant Magazine, que havia negativado a versão original da música, elogiou a "Vintage Throwback Remix". Ele sentiu que era mais do que a original e concluiu: "Despertando um arranjo vocal no clímax da música, vemos uma mensagem inspiradora de Carey e remete de volta ao seu auge dos anos 90." Becky Bain, do Idolator elogiou a versão e comentou que é mais "cativante" do que o original.

## Capa
Carey revelou a capa da canção em sua conta no Instagram em 30 de julho de 2012. Iona Kirby, do The Daily Mail, escreveu que Carey é conhecida por sua "poderosa voz, tendências de diva e figura voluptuosa" e que ela conseguiu combinar as três qualidades na capa de "Triumphant (Get 'Em)". Ela continuou a escrever que a obra apresenta "a estrela sensual posando com um vestido cor da pele com corte de painéis e atrevidamente dividido do lado." Kirby foi complementar à obra, escrevendo que Carey "vibra" na capa e que o "vestido sem alças deixa muito pouco imaginação enquanto ela arde para a câmera."
Um crítico do Belfast Telegraph também observou que Carey posa "sedutora" para a câmera. Robbie Daw, para o Idolator, observou que parecia que tinha usado muito photoshop na arte e que é uma reminiscência da capa do décimo álbum de estúdio da cantora, The Emancipation of Mimi (2005). Ayeesha Walsh, para The Sun, também notou a semelhança com a capa de The Emancipation of Mimi, escrevendo "A foto da capa de Triumphant é algo reminiscente do seu álbum de 2005 The Emancipation Of Mimi, que também mostra ela usando uma espécie de vestido dourado enquanto ela faz uma pose semelhante." Um escritor da MTV, aclamou a  capa "infinitamente divertida", enquanto Declan Cashin, do The Independent, escreveu: "Carey é retratada em tons dourados, como se ela estivesse irradiando sua própria essência."

## Recepção da crítica
| Críticas profissionais | Críticas profissionais |
| Avaliações da crítica  | Avaliações da crítica  |
| Fonte                  | Avaliação              |
| ---------------------- | ---------------------- |
| PopCrush               | 4 de 5 estrelas.       |
| Artistdirect           | 5 de 5 estrelas.       |

"Triumphant (Get 'Em)" recebeu geralmente opiniões mistas. Sal Cinquemani, da Slant Magazine, negativou a canção, escrevendo que é "facilmente o pior single de estreia (possivelmente o pior single do período) de sua carreira de duas décadas." Julianne Escobedo Shepherd, da revista Spin, disse que a faixa é "a parte inteligente dos gênios do marketing" como Carey optou por lançá-la em meados da Olimpíadas, e passou a criticar a inclusão de Rick Ross e Mill Meek por ocupar muito tempo de execução da faixa. Uma revisão positiva veio de Amy Sciarretto, da PopCrush, que deu a música quatro de cinco estrelas, comentando que "o fim do verão tem encontrado seu lento caminho atolado". Além disso, ela elogiou a voz de Carey, afirmando que "ela usa o seu maior patrimônio — aquela voz linda — para seu benefício, mas, felizmente, ela não está exagerando e quebrando os vidros com suas megas-oitavas." Romeo's Corner foi entusiástico dizendo "Esta é de longe o melhor primeiro single desde "It's Like That", é cativante, inspiradora e hino e pode ter a capacidade de passar para outros formatos de rádio."
Becky Bain, do blog musical Idolator, comentou que a canção não era bem o que os fãs estavam esperando, porém ela tenta resgatar seu público urbano. Ainda escreveu que a estrela pop sabiamente decidiu lançar uma versão alternativa do primeiro single para satisfazer mais sua base de fãs, e que também é uma tonelada mais cativante do que a versão original, desta vez Carey realmente começa a cantar a música inteira, em vez de ser empurrada para as margens da canção. Rick Florino, do Artistdirect, afirmou que Mariah Carey ainda tem a melhor voz da música pop moderna, dando cinco estrelinhas a canção, comentou que "Triumphant (Get 'Em)", seu novo single com  Ross e Mill, é uma brilhante prova disso. A produção orquestral da canção foi bombástica, terminou Florino. Alex Alves, redator do portal POPLine, foi negativo com a canção pela execução vocal de Carey, "exatamente tudo o que não poderíamos esperar de um single da cantora feminina que mais fez história dos gráficos da Billboard. Ainda comentou que na canção ela nem parece ser a artista principal.

## Vídeo musical

### Antecedentes e lançamento

Cena do vídeo, onde segundo David Lipshutz, do The Hollywood Reporter descreveu como uma chuva de confetes.

As gravações do vídeo musical decorreram em 29 e 30 de julho de 2012, dirigidas e produzidas pelo seu marido Nick Cannon, que trabalha frequentemente com Carey. Eric West foi o roteiro original no vídeo. Quando perguntado em uma entrevista sobre o tema do vídeo, West descreveu como tendo uma "vibração dos anos 60". Descrita como um "teaser" pela Rap-Up, Carey twittou uma foto de si mesma no local do vídeo. Vestida com um vestido de cetim vermelho e "pingando diamantes", Carey foi fotografada deitada em um sofá. Três dias antes do lançamento do vídeo, Carey lançou uma promoção ainda em sua conta oficial no Instagram. Apresentando Mill de costas para a câmera, a palavra "TRIUMPHANT" foi aberta sobre seu manto dourado. Outra foto apareceu mais tarde naquele dia, revelando a entrada do trio no auditório de boxe. Julia Brokow, da MTV, descreveu Carey como uma mulher "sempre glamourosa", e assegurou que o vídeo não iria decepcionar. Depois de ver as fotos, Jocelyn Vena, também da MTV, sentiu o tema do vídeo como uma "metáfora adequada para a música". O vídeo estreou no BET 106 & Park em 21 de agosto de 2012.

### Recepção
Após sua estréia, o vídeo de da faixa foi geralmente bem recebido pela crítica. Bruna Nessif,do E! Entertainment Television  elogiou o  "corpo pós-bebê" de Carey, e escreveu: "A cantora fez questão de nos informar que seu retorno não é só no mundo da música, mas fisicamente também". Tanner Stransky, da Entertainment Weekly, sentiu que o vídeo foi "muito apropriado" para vibração da música, e apresentou "um nível distinto da Fabulosity Mimi." Um repórter do Daily Mail chamou o visual de "escaldante", e elogiou os momentos dos cantores no palco dourado como "brilhante" e "fabuloso". David Lipshutz, do The Hollywood Reporter,  descreveu o vídeo como um "clip chamativo". Alem disso, ele informou o momento em que "Carey esta cantando enquanto chove confetes" como o destaque do vídeo. Bill Lamb, do About.com descreveu o clipe como tinha sido "banhado em uma tonalidade de ouro", e achei estranho que "o foco em uma luta de boxe é geralmente os boxeadores... não a menina no ringue entre os intervalos dos rounds." Observando o vídeo do "clássico modas Mimi", Jocelyn Vena, da MTV, durante o final da faixa, Carey está realmente ligada com a mensagem da canção de "superação de adversidades". Marc Hogan, da revista Spin, observou que "a aparência cinematográfica foi cara", enquanto um escritor da CNN descreveu a cantora como "sempre glamourosa".

## Performance ao vivo
Carey tocou a música ao vivo apenas uma vez em 5 de setembro de 2012 no Rockefeller Center. Compartilhando o palco com No Doubt e Cee Lo Green, o programa de uma hora foi filmado ao vivo às 19:30 EST na NBC. As performances marcaram o início da nova temporada da NFL, começando com o New York Giants vs. Dallas Cowboys no MetLife Stadium em East East Rutherford, Nova Jérsei. Segundo a CBS News, Carey diz que "está emocionada por se apresentar em Nova York - sua cidade natal - e acrescenta que está ansiosa para tornar o lançamento da temporada 'ainda mais festivo".

## Faixas
| Download Digital (iTunes Store Brasil) |                                                                 |         |  |
| N.º                                    | Título                                                          | Duração |  |
| 1.                                     | "Triumphant (Get 'Em) [feat. Rick Ross & Meek Mill]"            | 4:10    |  |
| 2.                                     | "Triumphant (Get 'Em) [feat. Rick Ross & Meek Mill]" (Explicit) | 4:10    |  |